# 스토르포르스시

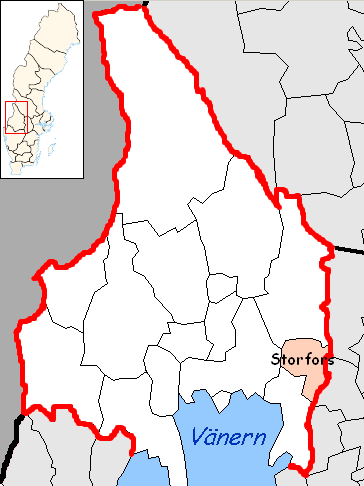
스토르포르스 시의 위치

스토르포르스시(스웨덴어: Storfors kommun)는 스웨덴 베름란드주에 위치한 지방 자치체로 행정 중심지는 스토르포르스이며 면적은 472.71km2, 인구는 4,046명(2016년 12월 31일 기준), 인구 밀도는 8.6명/km2이다.

시 문장